# Lignac

Lignac este o comună în departamentul Indre, Franța. În 1 ianuarie 2022 avea o populație de 459 de locuitori.